# Csiangjin
Csiangjin (egyszerűsített kínai írással: 江阴) város Kínában, Csiangszu tartományban. Lakosainak száma 1 285 785 fő (2020).

## Népesség
| 2010 | 1 241 045 |
| 2020 | 1 285 785 |

## Testvérvárosok
- Tortona
- Vlagyimir